# That That
That That è un brano musicale del cantante sudcoreano Psy, utilizzato come apripista dell'album del 2022 Psy 9th. Il brano è stato realizzato in collaborazione con il rapper suo connazionale Suga, membro del gruppo musicale BTS.

## Antefatti e pubblicazione
La lavorazione di That That è iniziata nell'autunno 2021, quando Suga ha contattato Psy dicendogli di voler produrre una canzone che aveva scritto per lui. Psy ha raccontato di essersi "innamorato della traccia appena l'ho sentita", siccome in quel periodo stava cercando un pezzo che si allontanasse dal consueto EDM in favore di atmosfere p
iù latine, come That That. Lavorando fianco a fianco, i due artisti hanno stretto amicizia e Suga è rimasto maggiormente coinvolto nella realizzazione rispetto a quanto avesse preventivato all'inizio, scrivendo parte delle parole e imparando la coreografia. Psy ha così suggerito di cantarla insieme, e l'hanno terminata in tre o quattro giorni; il cantante ha descritto il processo come "molto rapido ed efficiente, come se stessimo giocando a ping pong”.
Il pezzo è stato annunciato il 26 aprile 2022 come apripista del nono album in studio di Psy, Psy 9th. Inizialmente non era stato specificato che Suga sarebbe anche apparso come artista ospite oltre che come produttore: l'informazione è stata condivisa soltanto il giorno seguente, quando è uscita la lista tracce completa. That That è diventato disponibile il 29 aprile in concomitanza con l'album.

## Descrizione
Nella descrizione fattane da Ammal Hassan di Esquire, "la canzone esprime l'eccitazione della pandemia che finisce, mentre si gode del trambusto delle vie cittadine".

## Video musicale
Il videoclip della canzone mostra i due artisti, vestiti da cowboy, ballare in un saloon e vicino a un'automobile. È stato girato su una spiaggia della città metropolitana di Incheon a metà marzo, in condizioni meteorologiche che hanno causato alcune difficoltà alle riprese: il freddo e la pioggia hanno infatti trasformato la sabbia in fanghiglia, facendo affondare i piedi nel suolo. Ha superato i 50 milioni di visualizzazioni in tre giorni.

## Formazione
Crediti tratti dalle note di copertina di Psy 9th.
- Psy – voce, testo, musica, produzione
- Suga – voce ospite, testo, musica, produzione, arrangiamento
- El Capitxn – musica, arrangiamento
- Tony Maserati – missaggio
- Chris Gehringer – mastering

## Classifiche

### Classifiche settimanali
| Classifica (2022) | Posizione massima |
| ----------------- | ----------------- |
| Australia         | 49                |
| Canada            | 41                |
| Corea del Sud     | 1                 |
| Filippine         | 15                |
| Giappone          | 32                |
| Indonesia         | 10                |
| Regno Unito       | 61                |
| Singapore         | 5                 |
| Stati Uniti       | 80                |
| Svizzera          | 98                |
| Taiwan            | 15                |
| Ungheria          | 6                 |
| Vietnam           | 1                 |

### Classifiche di fine anno
| Classifica (2022) | Posizione |
| ----------------- | --------- |
| Corea del Sud     | 8         |
| Classifica (2023) | Posizione |
| Corea del Sud     | 130       |

## Riconoscimenti
- Circle Chart Music Award[27]
  - 2023 – Candidatura Canzone dell'anno (aprile)
- Genie Music Award
  - 2022 – Candidatura Canzone dell'anno[28]
- Golden Disc Award
  - 2023 – Bonsang (sezione musica digitale)[29][30]
- MAMA Award[31]
  - 2022 – Miglior collaborazione
  - 2022 – Miglior esibizione di ballo (solista)
  - 2022 – Candidatura Canzone dell'anno[32]

### Premi dei programmi musicali
- Inkigayo
  - 15 maggio 2022[33]
  - 22 maggio 2022[34]
  - 29 maggio 2022[35]
- M Countdown
  - 19 maggio 2022[36]
- Show! Eum-ak jungsim
  - 21 maggio 2022[37]
- Show Champion
  - 11 maggio 2022[38]
  - 18 maggio 2022[39]